# 赤山靭負
赤山 靭負（あかやま ゆきえ）は、江戸時代後期の薩摩藩の重臣。諱は久普（ひさひろ）。父は島津氏分家・日置島津家当主の島津久風。長兄は、第29代藩主・島津忠義の首席家老・島津久徴、弟に西郷隆盛と親交を結び、西南戦争で戦死した桂久武がある。藩職は奥小姓、槍奉行を務める。

## 経歴
生家の日置島津家は薩摩藩内では一門家に次ぐ名門であり、一所持の中でも特別な存在である大身分に属し、代々家老をはじめとする重役についていた。また元服時に次男家まで藩主直々に加冠されるという特権をもっており、これは一門家以外では日置島津家だけに与えられていた。このため久普も天保4年（1834年）12月19日に藩主・島津斉興手ずからの加冠を受け、元服している。
天保12年（1841年）4月8日に小納戸見習行奥小姓となり、同15年（1844年）7月22日に江戸滞在中に供目付を兼務する。弘化3年（1846年）5月6日鑓奉行の職に就任し、翌年には名越左源太や郷田仲兵衛とともに軍役方掛となる。
島津斉彬の襲封を願う一派の中心的人物であったが、お由羅騒動で切腹を命ぜられた。西郷隆盛の父・西郷吉兵衛（諱は隆盛）が、御用達として出入りしており、介錯を依頼され、27歳の生涯を閉じた。吉兵衛は靭負の血染めの肌着を貰いうけ、子の隆盛に、この肌着を与え、その最期を伝えた。隆盛は靭負の生き方に大きく共感したという。
しかしこれは誤りで、実際は高名な剣術家の加藤新平に頼んだという説もある。この誤説の原因は、西郷隆盛の曾祖父・吉兵衛（諱は不明）が大山貞政の門人として当時の城下では名が知られていたらしく、このことによると思われる。
赤山氏の名跡は兄・久徴の次男である歳寛が継いだが、歳寛は後に赤山姓から島津姓へ戻している。